# García I di Galizia
García Fernández (1042 circa – Castello di Luna, 22 marzo 1090) fu re di Galizia (in due periodi: 1065-1071 e 1072-1073).

## Origine
Come riporta il documento n° XCIV della appendice II delle Antiguedades de España, García era il figlio ultimogenito del re di Castiglia e re consorte di León, Ferdinando I e della regina del León e regina consorte di Castiglia, Sancha I, che, sia secondo la Historia genealógica y heráldica de la monarquía española, Volume 1, che secondo la Historia De Los Hechos De España di Rodrigo Jimenez De Rada era figlia del re di León e Castiglia Alfonso V e di Elvira Menéndez de Melanda, figlia del Conte di Portucale, il galiziano Menendo González e di sua moglie, Tutadona Moniz de Coimbra (dona Mayor).

Ferdinando, come viene confermato dal documento n° 7 della Coleccion diplomatica de la catedral de Pamplona era il figlio maschio ultimogenito del re di Pamplona, conte d'Aragona, conte di Sobrarbe e Ribagorza, conte di Castiglia, Sancho III Garcés il Grande e di Munia, figlia, secondo la Chronica latina regum Castellae, del conte indipendente di Castiglia, conte di Burgos, di Lantarón, di Cerezo e di Álava, Sancho Garcés e di Urraca Gomez.

## Biografia
Secondo la Historia silense e il Liber chronicorum, García era il figlio maschio terzogenito, nato dopo che suo padre, Ferdinando, aveva ereditato il regno di Castiglia.
García viene citato, assieme ai genitori ed ai fratelli, nel documento n° XCIV della appendice II delle Antiguedades de España.
García viene citato, assieme ai genitori ed ai fratelli, nel documento n°XCVI della Apéndice del Tomo II de la Historia de la Santa A. M. Iglesia de Santiago de Compostela, datato marzo 1065.
Suo padre, Ferdinando I morì nel dicembre 1065, come riportano sia gli Annales Complutenses (Anales castellanos segundos), che gli Annales Compostellani, ed il Chronicon Burgense (Obiit Fernandus Rex in die S. Eugeniæ) e che fu tumulato a León, come riporta il Chronicon Lusitano, nel Pantheon reale (mausoleo) della collegiata di San Isidoro a León.
Dopo la morte, nel 1065, del padre, la madre si ritirò dal potere dividendo, secondo la volontà paterna il regno di León e Castiglia tra i tre figli maschi: 
- a Sancho II toccò la Castiglia;
- ad Alfonso VI il León;
- a Garcia I la Galizia[19].

Mentre alle due figlie femmine furono assegnate due signorie: 
- ad Urraca la signoria della città di Zamora;
- ad Elvira la signoria della città di Toro[19].

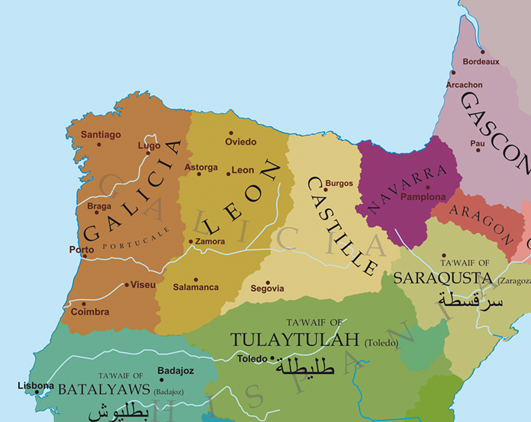
Carta politica del nordest della penisola iberica, onde si vede la distribuzione dei regni dopo la morte di Ferdinando I.

Il regno di Galizia includeva la contea del Portogallo (il nord dell'attuale Portogallo con annessa l'importante città di Coimbra) ed aveva inoltre come tributari le Taifa di Siviglia e Badajoz.

Secondo Nuno Mendes (?-1071): o último conde de Portucale Nuno II Mendes aveva ricevuto il titolo di conte di Portucale dal padre di García I, Fernando I, nel 1059.

Secondo Bernard F. Reilly, nel suo The Kingdom of León-Castilla under King Alfonso VI i rapporti tra García I e Nuno II Mendes, non furono sempre buoni, ma ancora secondo Nuno Mendes (?-1071): o último conde de Portucale Nuno ebbe la conferma del titolo di conte di Portucale da García I, nel 1070.
Dopo la morte della madre, Sancha, nel 1067, erano iniziati i conflitti tra i tre fratelli.
Dopo che era terminata (1068) la guerra dei tre Sanchi, sostenuta da suo fratello Sancho II di Castiglia contro il re di Pamplona, Sancho IV e il re d'Aragona, Sancho I, i fratelli di Garcia, Sancho II e Alfonso VI si accordarono per combatterlo, invadendo il suo regno da nord.

Garcia, nel 1069, si ritirò a sud nella contea del Portogallo e dato che la Galizia era nelle mani dei suoi fratelli, iniziò a farsi chiamare re del Portogallo. Nel 1071, Nuno fu a capo della sollevazione contro Garcia I, che, come riporta Bernard F. Reilly, nella battaglia di Pedroso, località vicino a Braga, riportò una chiara vittoria, disperdendo i rivoltosi e uccidendo Nuno. 

Nello stesso anno García I fu definitivamente sconfitto dai fratelli che lo catturarono, obbligandolo all'abdicazione e all'esilio presso la corte di un suo tributario, l'emiro di Siviglia al-Mutamid.

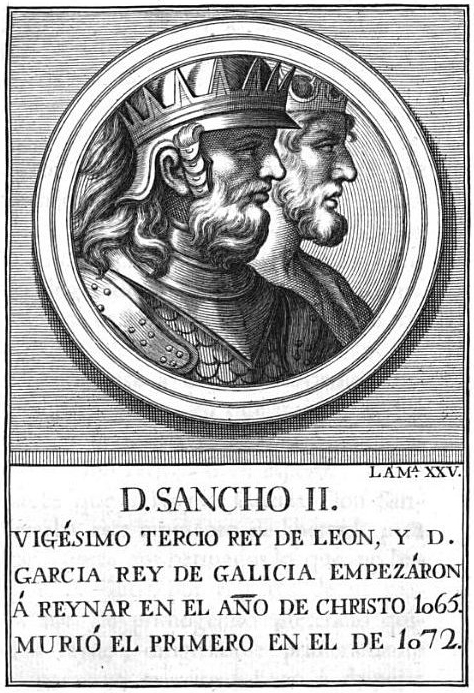
Sancho II di Castiglia e García I di Galizia in un'incisione di Manuel Rodriguez del 1788

Suo fratello, Sancho II, fu assassinato, come conferma la Cronaca Burgense sotto le mura di Zamora, pare da un nobile zamorano, Bellido Dolfos.
Alla morte di Sancho II, nel 1072, Garcia I recuperò il suo regno, ma il fratello Alfonso VI che si era già impadronito del regno di Castiglia, all'inizio del 1073, con la complicità della sorella, Urraca, lo invitò ad un incontro presso di sé e, il 14 febbraio di quello stesso anno lo fece prigioniero e lo fece rinchiudere nel castello di Luna, nel nord del regno di León dove fu tenuto confinato per diciassette anni e dove si ammalò nel 1090.
Alfonso VI, pentito, ordinò di liberarlo e condurlo a Leon, ma morì il 22 marzo del 1090, durante il trasferimento.
Garcia fu tumulato nella Basilica di Sant’Isidoro, a León, dove erano sepolti i suoi genitori, come riporta la Historia Silense e dove sarà raggiunto, dalle sorelle infanta Elvira di Toro e Urraca di Zamora.
Sul sepolcro fu scolpito il seguente epitaffio latino:
H. R. DOMINUS GARCIA REX PORTUGALLIAE ET GALLECIAE. FILIUS REGIS MAGNI FERDINANDI. HIC INGENIO CAPTUS A FRATRE SUO IN VINCULIS. OBIIT ERA MCXXVIII XIº KAL. APRIL.

## Discendenza
Di Garcia non si conoscono mogli, ma, durante la prigionia, ebbe un'amante di cui non si conosce il nome, che molto probabilmente gli diede un figlio:
- Fernando Garces conosciuto come Fernando Garcia de Castro (dopo il 1073-1134).

## Ascendenza
|                              |                    |                            | Genitori                          |  |  | Nonni |  |  | Bisnonni                     |  |  | Trisnonni                   |  |
|                              |                    |                            |                                   |  |  |       |  |  | García II Sánchez di Navarra |  |  | Sancho II Garcés di Navarra |  |
|                              |                    |                            |                                   |  |  |       |  |  | García II Sánchez di Navarra |  |  | Sancho II Garcés di Navarra |  |
|                              |                    | Urraca di Castiglia        |                                   |  |  |       |  |  | García II Sánchez di Navarra |  |  |                             |  |
| Sancho III Garcés di Navarra |                    |                            |                                   |  |  |       |  |  | García II Sánchez di Navarra |  |  |                             |  |
|                              |                    | Jimena Fernández           | Fernando Bermúdez                 |  |  |       |  |  |                              |  |  |                             |  |
|                              |                    | Jimena Fernández           | Fernando Bermúdez                 |  |  |       |  |  |                              |  |  |                             |  |
|                              |                    | Jimena Fernández           | Elvira                            |  |  |       |  |  |                              |  |  |                             |  |
| Ferdinando I di Castiglia    |                    | Jimena Fernández           |                                   |  |  |       |  |  |                              |  |  |                             |  |
|                              |                    | Sancho Garcés              | García Fernández                  |  |  |       |  |  |                              |  |  |                             |  |
|                              |                    | Sancho Garcés              | García Fernández                  |  |  |       |  |  |                              |  |  |                             |  |
|                              |                    | Sancho Garcés              | Ava di Ribagorza                  |  |  |       |  |  |                              |  |  |                             |  |
| Munia di Castiglia           |                    | Sancho Garcés              |                                   |  |  |       |  |  |                              |  |  |                             |  |
|                              |                    | Urraca Gomez               | Gomez Diaz                        |  |  |       |  |  |                              |  |  |                             |  |
|                              |                    | Urraca Gomez               | Gomez Diaz                        |  |  |       |  |  |                              |  |  |                             |  |
|                              |                    | Urraca Gomez               | Muniadomna Fernandez di Castiglia |  |  |       |  |  |                              |  |  |                             |  |
| García I di Galizia          |                    | Urraca Gomez               |                                   |  |  |       |  |  |                              |  |  |                             |  |
|                              | Bermudo II di León | Ordoño III di León         |                                   |  |  |       |  |  |                              |  |  |                             |  |
|                              | Bermudo II di León | Ordoño III di León         |                                   |  |  |       |  |  |                              |  |  |                             |  |
|                              | Bermudo II di León | Aragonta Pelaez            |                                   |  |  |       |  |  |                              |  |  |                             |  |
| Alfonso V di León            | Bermudo II di León |                            |                                   |  |  |       |  |  |                              |  |  |                             |  |
|                              |                    | Elvira Garcés di Castiglia | García Fernández                  |  |  |       |  |  |                              |  |  |                             |  |
|                              |                    | Elvira Garcés di Castiglia | García Fernández                  |  |  |       |  |  |                              |  |  |                             |  |
|                              |                    | Elvira Garcés di Castiglia | Ava di Ribagorza                  |  |  |       |  |  |                              |  |  |                             |  |
| Sancha I di León             |                    | Elvira Garcés di Castiglia |                                   |  |  |       |  |  |                              |  |  |                             |  |
|                              |                    | Menendo González           | …                                 |  |  |       |  |  |                              |  |  |                             |  |
|                              |                    | Menendo González           | …                                 |  |  |       |  |  |                              |  |  |                             |  |
|                              |                    | Menendo González           | …                                 |  |  |       |  |  |                              |  |  |                             |  |
| Elvira Menéndez de Melanda   |                    | Menendo González           |                                   |  |  |       |  |  |                              |  |  |                             |  |
|                              |                    | Toda Domna                 | …                                 |  |  |       |  |  |                              |  |  |                             |  |
|                              |                    | Toda Domna                 | …                                 |  |  |       |  |  |                              |  |  |                             |  |
|                              |                    | Toda Domna                 | …                                 |  |  |       |  |  |                              |  |  |                             |  |
|                              |                    | Toda Domna                 |                                   |  |  |       |  |  |                              |  |  |                             |  |

### Fonti primarie
- (LA) Historia Silenses.
- (LA)  España sagrada. Volumen 23
- (LA)  #ES España sagrada, tomo XVI
- (LA)  #ES Collecion diplomatica de la cathedral de Pamplona.
- (LA)  Antiguedades de España
- (LA)  (ES)  #ES Historia de la Santa A. M. Iglesia de Santiago de Compostela, Tomo II.

### Letteratura storiografica
- Rafael Altamira, Il califfato occidentale, in «Storia del mondo medievale», vol. II, 1999, pp. 477–515
- Rafael Altamira, La Spagna (1031-1248), in «Storia del mondo medievale», vol. V, 1999, pp. 865–896
- Louis Halphen, La Francia nell'XI secolo, in Storia del mondo medievale, vol. 2, 1999,  pp. 770-806.
- (CA) Crónica de San Juan de la Peña (PDF).
- (ES)  Crónica Latina de los reyes de Castilla.
- (EN)  The Kingdom of León-Castilla under King Alfonso VI
- (ES)  #ES Historia genealógica y heráldica de la monarquía española, Volume 1
- (ES)  Historia De Los Hechos De Españara
- (ES)  #ES Memorias de las reynas catholicas.
- (PT)  #ES Nuno Mendes (?-1071): o último conde de Portucale